# Apteronotidae
Apteronotidae – rodzina słodkowodnych ryb otwartopęcherzowych z rzędu Gymnotiformes. Dwa gatunki z rodzaju Apteronotus są hodowane w akwariach.

## Występowanie
Wody słodkie Panamy i Ameryki Południowej.

## Cechy charakterystyczne
Ciało wydłużone, zwężające się w stronę ogona. Małe oczy. Od pozostałych Gymnotiformes wyróżnia je obecność szczątkowej płetwy ogonowej. Długa płetwa odbytowa zajmująca niemal całą długość ciała służy jako główny napęd i stabilizator pozycji ciała w wodzie. Otwór odbytowy położony jest na gardle. Bardzo krótka jama brzuszna. Pozostałą część ciała zajmują narządy elektryczne pełniące głównie rolę narządów zmysłów (elektrorecepcja). Są również wykorzystywane do komunikowania się z innymi rybami posiadającymi podobne narządy. Największe osobniki osiągają 1,3 m długości.

## Tryb życia
Apteronotidae są rybami terytorialnymi. Prowadzą nocny tryb życia. Żywią się larwami owadów i małymi rybami.

## Klasyfikacja
Rodzaje zaliczane do tej rodziny:
Adontosternarchus — Apteronotus — Compsaraia — Magosternarchus — Megadontognathus — Orthosternarchus — Parapteronotus — Pariosternarchus — Platyurosternarchus — Porotergus — Sternarchella — Sternarchogiton — Sternarchorhamphus — Sternarchorhynchus — Tembeassu